# Куръёх
Куръёх (устар. Кур-Ёх) — река в России, протекает по территории Белоярского района Ханты-Мансийского автономного округа. Устье реки находится в 444 км от устья Казыма по правому берегу. Длина реки — 94 км, площадь водосборного бассейна — 2440 км².

## Притоки
- 12 км: Лорвертыайёхан
- 17 км: Охтъёхан
- 28 км: Вонтынг-Айёган
- 37 км: Хоръёхан
- 51 км: Кутлопъёхан
- 54 км: река без названия

## Данные водного реестра
По данным государственного водного реестра России относится к Нижнеобскому бассейновому округу, водохозяйственный участок реки — Обь от впадения Иртыша до впадения реки Северная Сосьва, речной подбассейн реки — бассейны притока Оби от Иртыша до впадения Северной Сосьвы. Речной бассейн реки — (Нижняя) Обь от впадения Иртыша.
Код объекта в государственном водном реестре — 15020100112115300020395.